# Hugo Moyano
Hugo Antonio Moyano (La Plata, 9 de janeiro de 1944) é um líder sindical argentino. É casado e pai de sete filhos.
Moyano foi eleito primeiro delegado sindical, com a idade de 18 anos, em 1962, a empresa Dick Irmãos do transporte automotivo. Assim começa a militar ativamente no Drivers União Truck. Ocupou os cargos de Chefe Vocal e Secretário de gravação e, finalmente, chegou ao Secretário-Geral. Moyano é atualmente o secretário-geral da Confederação Geral do Trabalho da Argentina (CGT) e 1º vice presidente do Partido Justicialista da Província de Buenos Aires

## Tropa de choque
Com sua origem no movimento dos caminhoneiros, Hugo Moyano, à frente da Confederação Geral do Trabalho da Argentina (CGT), aumentou o número de filiados da organização de 70 mil filiado para 200 mil, entre 1992 a 2011. O crescimento ocorreu graças à absorção de uma série de sindicatos menores com o argumento de que determinados setores de trabalhadores estão vinculados com a atividade caminhoneira.
Nos últimos anos Moyano conseguiu que o sindicato dos trabalhadores de pedágios fosse incorporado no sindicato de caminhoneiros, alegando que “pelas estradas, onde estão os pedágios, passam caminhões”. Da mesma forma, o sindicato de garis foi também absorvido. Neste caso, o argumento foi o de que os garis, na hora que terminam de recolher o lixo, o colocam dentro de um caminhão, que também os transporta a outros setores de uma cidade.
Desde meados dos anos 90, transformou seu sindicato em uma poderosa máquina de realizar greves e marchas de protesto.
Moyano foi acusado pela presidente da Argentina, Cristina Kirchner,  de ser uma força de ataque. "Hoje há um direito à greve, mas não chantagem e extorsão", disse Cristina Fernandez, em referência direta a Moyano.
Seus críticos destacam que transformou-se em uma “tropa de choque” do casal Kirchner, já que pode mobilizar rapidamente seus caminhoneiros para realizar piquetes nas estradas ou nas portas de empresas.

## Relação com a Imprensa
Em 2010, Hugo Moyano ordenou piquetes nas portas das gráficas dos jornais “La Nación” e “Clarín” para impedir a distribuição dos exemplares desses dois periódicos.